# دردار اهليلجي
دردار اهليلجي (الاسم العلمي:Ulmus elliptica)  هو نوع من النباتات يتبع جنس الدردار من الفصيلة الدردارية                                        .	